# Tommy Hampson
Thomas "Tommy" Hampson, född 28 oktober 1907 i Clapham i London, död  4 september 1965 i Stevenage, var en brittisk friidrottare.
Hampson blev olympisk mästare på 800 meter vid olympiska sommarspelen 1932 i Los Angeles.